# Wiebke Siem

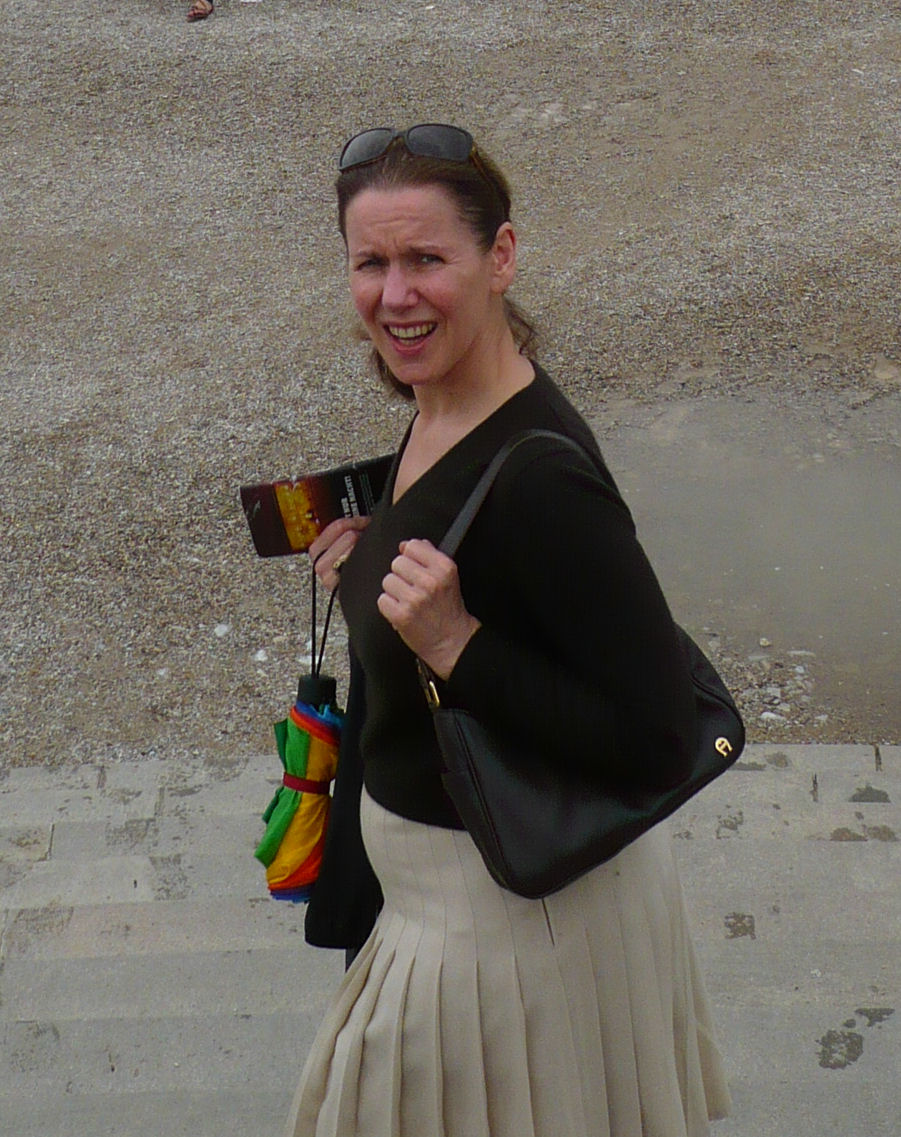
Wiebke Siem (2011)

Wiebke Siem (* 1954 in Kiel) ist eine deutsche Künstlerin. Sie lebt und arbeitet in Berlin.

## Studium und Lehre
Siem studierte von 1979 bis 1984 an der Hochschule für bildende Künste in Hamburg bei Stanley Brouwn. Sie selbst hatte von 2000 bis 2001 eine Gastprofessur und von 2002 bis 2008 eine Professur für Bildhauerei an der Hochschule für bildende Künste in Hamburg inne. Wiebke Siem war Mitglied im Deutschen Künstlerbund.

## Werk
Siem entwickelte während und nach ihrem Studium in Hamburg zwischen 1983 und 1988 ihre ersten Kleider, Wandmalereien und die Serie der Hüte. Mit diesen Arbeiten verarbeitete Siem auf ironische Weise den Einfluss ihrer Lehrergeneration. Die Kleider der frühen 1980er-Jahre sind ihre Antwort auf die textilen Arbeiten Franz Erhard Walthers, es sind ebenfalls „Objekte zum Benutzen“. Die auffälligen applizierten Muster, die zum Teil auf der Oberfläche so versetzt sind, als hätte man das Kleid nachlässig zusammengenäht, schaffen eine Verfremdung, sie heben die Kleider, die man ganz normal trägt, optisch im Straßenbild ab. Die Wandmalereien, in derselben Zeit entstanden, nehmen Wandarbeiten Blinky Palermos auf und führen sie ad absurdum. Statt einer monochromen Malerei verwendete Siem eine Marmor-Steinimitation wie im Theater. Die Wandarbeiten wurden im öffentlichen Raum platziert (Treppenhaus, Büroflur, Café) und verbleiben dort teilweise jahrelang, ohne dass sie als Kunstwerk gekennzeichnet werden. Auch die Hüte sind tragbar und unterscheiden sich kaum von Modeentwürfen. Siems Textilarbeiten wurden erst Jahre später, 1995, in der Galerie Chantal Crousel in Paris erstmals als Kunstobjekte ausgestellt.

### Die vier Werkgruppen
1989 bis 1997 entstehen Siems vier Werkgruppen, eine große zusammenhängende Arbeit, die einen zentralen Platz in ihrem Œuvre einnimmt. Die erste Werkgruppe, 1989 bis 1993 (Kleider, Hüte, Taschen, Schuhe), überschreitet wie die vorangegangenen Arbeiten die Grenze von der Kunst zur Mode. Kleider und Accessoires sind objektiv oder potentiell benutzbar. Sie sind eine Art Prototypen und werden wie eine Warenpräsentation in einer großen Modeboutique ausgestellt.
Die Objekte der zweiten Werkgruppe (1991–1994) sind ambivalent. Die Bezeichnung Kleider, Frisuren, Tücher, Wagen (Katalog Portikus) lässt an Mode/Lifestyle denken, die Werkgruppe selbst erfüllt diese Erwartung nicht. Die Kleider ähneln eher Ritterrüstungen, die Frisuren sind Helme aus Hartgips, die man nicht tragen kann, die Wagen sind schwere Holzkarren, die an ein Bauernmuseum denken lassen, die Tücher sind dicke Wandbehänge aus Filz. Die Präsentation der Werkgruppe ähnelt eher der Sammlung eines kulturhistorischen Museums als der in einer Modeboutique. Das weibliche Rollenverständnis wird unterwandert und ad absurdum geführt.
Auch die dritte Werkgruppe (1993–1997) nimmt Bezug auf Museumssammlungen. Die 6 Pelze erinnern an die zotteligen Maskenanzüge aus dem Alpenraum (Klaubauf, Perchten). In der Gruppe der 7 Masken hat die Künstlerin ihr eigenes Gesicht in sieben verschiedenen Gesichtsausdrücken wiedergegeben (Franz Xaver Messerschmidt ist die Referenz). Die Gruppe der 42 Steine nimmt Bezug auf die Feldsteinsammlung Henry Moores und spielt in 42 Einzelskulpturen gleichsam den Formenkanon modernistischer Skulpturen durch (Hans Arp, Henry Moore).
Die vierte Werkgruppe (1995–1997) entwickelt durch den in der Mitte liegenden Teppich eine häusliche Ausstrahlung, Die Installation wirkt wie ein riesiges Zimmer. Der übergroße Teppich lässt die lebensgroßen Puppen/Figurinen und Holzobjekte, die ihn umgeben, klein erscheinen wie Spielzeug. Die Puppen sind gleichzeitig eine Referenz auf klassische Puppenformen als auch auf Skulpturen und Theaterkostüme Oskar Schlemmers.

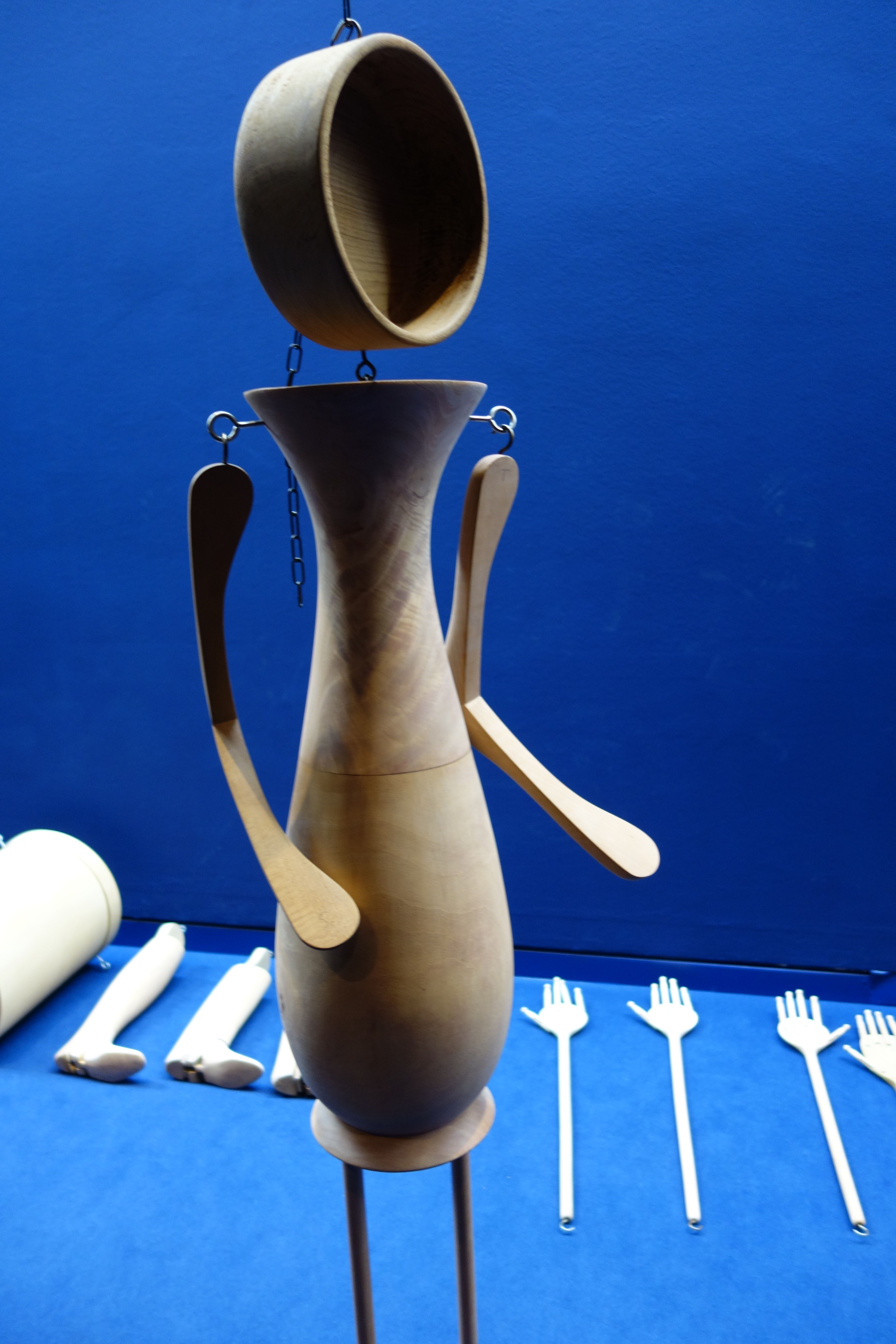
Der Traum der Dinge. Für das „Labor“ stellte Wiebke Siem den Besuchern Elemente für eine Skulpturengruppe als Bausatz zur Verfügung. Sie konnten sie nach eigenem Ermessen in immer neuen Konstellationen zusammensetzen.
K20, Düsseldorf, 2016

### Bauernmöbel
Die Gruppe der Bauernmöbel erarbeitete Wiebke Siem bei ihrem ersten Aufenthalt in Großbritannien. In diesem Fall sind alle Objekte 1:1-Kopien existierender deutscher Bauernmöbeln des 18. und 19. Jahrhunderts in verschiedenen privaten und öffentlichen Sammlungen. Die Verfremdung liegt in diesem Fall darin, dass die nachgebauten Möbel samt Bemalung nagelneu sind. Sie erscheinen uns fremd, obwohl sie dem eigenen kulturhistorischen Hintergrund entnommen sind. Dadurch stellt sich die Frage, was fremd und was eigen ist.

### Maskenkostüme
Die Maskenkostüme, 2000/2001 größtenteils bei Siems zweitem Englandaufenthalt entstanden, beziehen sich auf Objekte außereuropäischer Kulturen in europäischen Museumssammlungen, Maskenkostüme des afrikanischen bzw. des pazifischen Raumes. Die geschnitzten Masken lassen aber auch Bezüge zur europäischen Moderne deutlich werden (Modigliani, Schlemmer). Es geht um die Kunst des außereuropäischen Raumes als Ressource der europäischen Moderne.

### Die Fälscherin
Zwischen 2005 und 2009 arbeitete Siem an einer Gruppe von größeren Rauminstallationen, die 2009 im Neuen Museum Nürnberg unter dem Ausstellungstitel Die Fälscherin gezeigt wurden. In Zimmereinrichtungen und Mobiliar der Vor- und Nachkriegszeit sind in surrealen häuslichen Szenen große Stoffskulpturen als Akteure platziert. Angstvision und Komik liegen nahe beieinander. Die zentrale Installation, eine aus Haushaltsgegenständen zusammengefügte „Afrika-Sammlung“, die obsessiv das ganze Zimmer besetzt, gab der Ausstellung den Titel.

### Hot Skillet Mama
Mit den Skulpturen, die seit 2010 entstehen, befreit sich Wiebke Siem in ihrer Praxis von den handwerklich aufwendig hergestellten Skulpturen, die ihr Werk jahrzehntelang geprägt hatten. Nun setzt sie ihre Skulpturen aus einfachen Haushaltsgegenständen zusammen und bearbeitet sie anschließend, sodass sie eine einheitliche Oberfläche erhalten. Es entstehen körperlose Skulpturen, Skeletten nicht unähnlich. In der Installation Hot Skillet Mama nach einem frühen Stück von Sun Ra benannt, hängen die Figuren wie Marionetten von der Decke. Wie bei vielen Arbeiten Siems geht es auch hier um Verfremdung, um die Umwandlung von etwas Vertrautem in etwas Fremdes.
In der Studio-Installation Der Traum der Dinge – The Dream of Things überließ sie es 2016 den Besuchern, die Haushaltsgeräte zu immer neuen Figuren zusammenzustellen und aufzuhängen (K20 – Kunstsammlung Nordrhein-Westfalen, Düsseldorf).

## Stipendien und Auszeichnungen
1990
- Stipendium für bildende Künstler der Kulturbehörde Hamburg

1991
- Stipendium, Akademie Schloss Solitude, Stuttgart

1994
- Stipendium für bildende Künstler der Stiftung Kunstfonds, Bonn
- Katalogförderung der Alfried Krupp von Bohlen und Halbach-Stiftung

1995/96
- Stipendium, Cité Internationale des Arts, Paris

1996/97
- Aufenthalt im Künstlerhaus Bethanien, Berlin

1999/2000
- Sculpture Fellowship, The Henry Moore Foundation, Bristol, England

2001/2002
- Stipendium der Berliner Senatsverwaltung für Kultur, Delfina Studio Trust, London

2002
- Edwin-Scharff-Preis der Freien und Hansestadt Hamburg

2011
- Katalogförderung der Stiftung Kunstfonds, Bonn

2013
- Stipendium des Internationalen Künstlerhauses Villa Concordia, Bamberg

2014
- Goslarer Kaiserring

## Einzelausstellungen
2016
- K20 - Kunstsammlung Nordrhein-Westfalen (im Lanir), Wiebke Siem – Der Traum der Dinge

2014
- Wilhelm Lehmbruck Museum, Duisburg

2013
- Johnen Galerie, Berlin.
- Geister, Installation im Treppenhaus der Kunsthalle im Rahmen der Ausstellung Gute Gesellschaft, Kunsthalle zu Kiel

2011
- Wiebke Siem im Atelier Karin Sander, Studio Karin Sander, Berlin

2009
- Die Fälscherin, Neues Museum in Nürnberg
- 4. Werkgruppe, Ständige Sammlung, Neues Museum in Nürnberg

2007
- Niema tego złego coby na dobry nie wyzło, Johnen Galerie, Berlin

2004/05
- Maskenkostüme, Galerie der Moderne, Kunsthalle Hamburg

2002
- Galerie Lindig in Paludetto, Nürnberg
- 2. Werkgruppe, Ständige Sammlung, Neues Museum in Nürnberg
- Frith Street Gallery, London (mit Massimo Bartolini)

2001
- Collection, The Henry Moore Institute, Leeds, England

2000
- Spike Island, Bristol, England
- Galerie Johnen & Schöttle, Köln
- Ausstellungsstand für das Künstlerhaus Bethanien, Art Forum, Berlin

1997
- Castello di Rivara, Torino, Italien
- Kunsthalle Bern, Schweiz
- Künstlerhaus Bethanien, Berlin

1996
- Duchamps Urenkel, Bonner Kunstverein, Bonn
- Galerie Johnen & Schöttle, Köln

1995
- Gallery Chantal Crousel, Paris

1994
- Portikus, Frankfurt am Main
- Galerie Johnen & Schöttle, Köln

1993
- Museum Robert Walser, Hotel Krone, Gais, Schweiz
- Galerie Rüdiger Schöttle, Paris
- Galerie Johnen & Schöttle, Köln
- Galerie Rüdiger Schöttle, München

1991
- Akademie Schloss Solitude, Stuttgart
- Kunstraum Neue Kunst, Hannover

1990
- Westwerk, Hamburg

2023
- Wiebke Siem. Das maximale Minimum, Kunstmuseum Bonn

## Gruppenausstellungen
2013
- Just what is it that makes today’s homes so different so appealing, New Arts Centre, Salisbury
- Weltreise, Kunst aus Deutschland unterwegs, Werke aus dem Kunstbestand des Ifa1949 – heute, ZKM, Museum für Moderne Kunst, Karlsruhe
- Regionalismus Salzburger Kunstverein, Salzburg

2011
- Säen und Jäten, Cobra Museum, Amsterdam
- Künstlersammler: Mona Hatoum, Arturo Herrera, Karin Sander, Kunsthalle Koidl, Berlin

2010
- Konversationsstücke Akt II, Johnen Galerie, Berlin

2009
- Säen und Jäten, Städtische Galerie Ravensburg, Städtische Galerie Wolfsburg
- Zeigen, Eine Audiotour durch Berlin von Karin Sander, Temporäre Kunsthalle Berlin

2008
- Auf der Erbse, Galerie der Stadt Sindelfingen
- We are Stardust we are golden, Galerie Johnen + Schöttle, Köln

2001
- Untragbar – Mode als Skulptur, Museum für Kunst und Gewerbe, Köln
- Through the Looking Glass, Galerie M+R. Fricke, Berlin
- Blondies and Brownies, Aktionsforum Praterinsel, München

2000
- Solitude im Museum, Staatsgalerie Stuttgart, Museée d’Art Moderne de Saint Etienne, France
- Anyone could be anyone else in most ways, Galerie Brigitte Trotha, Frankfurt am Main

1999
- Kunstmuseum Wolfsburg, Germany
- Triennale der Kleinplastik, Forum der Südwest LB, Stuttgart
- Global Fun, Museum Schloss Morsbroich, Leverkusen
- Zoom, a view on German contemporary Art, Villa Merkel, Esslingen, Städtisches Museum Abteiberg, Mönchengladbach
- Kunsthalle zu Kiel

1998
- The House in the Woods, Center for Contemporary Arts, Glasgow, Schottland
- Dundee Contemporary Arts, Schottland
- Ormeau Baths Gallery, Belfast, Nord Irland
- Kunst und Papier auf dem Laufsteg, Fashionshow, Deutsche Guggenheim, Berlin
- Addressing the Century, 100 Years of Art and Fashion, Hayward Gallery, London

1997
- Time and Fashion, The Solomon Guggenheim Museum, Soho, New York

1996
- Bodyscape, Barbara Gross Galerie, München
- Private View, The Bowes Museum, Barnard Castle, England
- Propositions, Musee Departemental de Rochechouard, Frankreich
- Linien und Zeichen, Künstlerhaus Bethanien, Berlin
- Il tempo e la Moda, Biennale di Firenze, Italien

1995
- Leiblicher Logos, Staatsgalerie Stuttgart, Altes Museum, Berlin, Castello di Rivoli, Torino, Italien und viele weitere internationale Stationen
- Giovani Artisti Tedesci, Castello di Rivara, Torino, Italien
- Zimmerdenkmäler, Bochum
- Aperto 95, Le Nouveau Musée Villeurbanne, Lyon, Frankreich

1994
- Suture – Phantasmen der Vollkommenheit, Salzburger Kunstverein, Salzburg
- Life is too much, Galerie des Archives, Paris
- Villa Pams – Le Jardin des Senteurs, Collioure, Frankreich
- Bad zur Sonne – 100 Umkleidekabinen, Steirischer Herbst, Graz, Österreich
- Trans, Galerie Chantal Crousel, Paris
- Expose, Institut für Auslandsbeziehungen, Stuttgart

1992
- Kunstraum neue Kunst, Hannover
- Le Témoin Oculiste, Centre Choréographique Nationale de Franche-Comté, Belfort, France
- Qui, Quoi, Ou?, Un regard sur l’Art en Allemagne 1992, Musée d’Art Moderne de la Ville de Paris
- Just what is it that makes today’s home so different, so appealing, Galerie Jennifer Flay, Paris
- Chambre 763, Hotel Carlton Palace, Paris

1991
- Hamburger Arbeitsstipendien, Halle K3, Hamburg
- Rund um die Kuppel, Württembergischer Kunstverein, Stuttgart

1990
- Galerie Jürgen Becker, Hamburg

## Skulpturen in Sammlungen (Auswahl)
- Hamburger Kunsthalle
- Staatsgalerie Stuttgart
- Neues Museum Nürnberg
- Fonds National, Frankreich
- FRAC Franche-Comté, Besançon (früher Dole), Frankreich
- FRAC Alsace, Sélestat
- Landesbank Baden-Württemberg, Stuttgart
- Sammlung des IFA, Stuttgart
- Sammlung Deutsche Bank, Frankfurt/Main
- Sammlung Rudolf Bossi, Zürich
- Sammlung Lothar Schirmer, München